# Le Juif qui négocia avec les nazis
Pour plus de détails, voir Fiche technique et Distribution.
Le Juif qui négocia avec les nazis (Killing Kasztner) est un documentaire de Gaylen Ross sorti en 2008.

## Synopsis
L'histoire de Rezso Kasztner qui pendant la guerre réussit à négocier avec Adolf Eichmann la libération de 1700 Juifs, qui furent envoyer par train Suisse.

## Acteurs
- Zsuzsi Kasztner (fille de Rudolf Kastner), dans son propre rôle
- Ze'ev Eckstein (assassin de Rudolf Kastner), comme témoin

## Réception
Le film reçoit un bon accueil critique, avec une note moyenne de 3,6 sur 5 pour dix critiques recensées par le site Allociné.